# Union Douala
Union Sportive Douala (Union Douala) kamerunski je nogometni klub iz Douale.

## Uspjesi
- Kamerunska premijer liga: 5

1969., 1976., 1978., 1990., 2012.
- Kamerunski nogometni kup: 6

1961., 1969., 1980., 1985., 1997., 2006.
- CAF Liga prvaka (Afrički kup prvaka): 1

1979.
- Afrički kup pobjednika kupova: 1

1981.

### Nastupi u CAF-ovim natjecanjima
- CAF Liga prvaka/Afrički kup prvaka: 6 puta
- CAF kup konfederacija: 2 puta
- Afrički kup pobjednika kupova: 4 puta

## Bivši poznati igrači
- Misdongard Betoligar
- Didier Timothee Mbai
- Bruno Njeukam
- Dominique Teinkor
- Pierre Boya
- Timothee Atouba
- Francis Kioyo
- Joel Epalle
- Guy Armand Feutchine
- William Andem
- James Debbah
- Joe Nagbe
- Olivier Djappa
- Joseph-Antoine Bell
- Henri Belle